# Simunye
Simunye est une ville située dans le district de Lubombo, en Eswatini.

## Source
- (en) Cet article est partiellement ou en totalité issu de l’article de Wikipédia en anglais intitulé « Simunye » (voir la liste des auteurs).